# Colombiès
Colombiès (okzitanisch: Colombièrs) ist eine französische Gemeinde des Départements Aveyron mit 880 Einwohnern (Stand: 1. Januar 2022) in der Region Okzitanien (vor 2016 Midi-Pyrénées). Sie gehört zum Kanton Ceor-Ségala und zum Arrondissement Villefranche-de-Rouergue (bis 2017 Rodez). Die Einwohner werden Colombiègeois und Colombiègeoises genannt.

## Geografie
Colombiès liegt in einem der südwestlichen Ausläufer des Zentralmassivs auf dem Plateau Ségala in der historischen Provinz Rouergue etwa 16 Kilometer westlich von Rodez am Aveyron, der die Gemeinde im Norden begrenzt. Umgeben wird Colombiès von den Nachbargemeinden Belcastel im Norden, Mayran im Norden und Nordosten, Moyrazès im Osten, Boussac im Südosten, Castanet im Süden, Rieupeyroux im Westen und Südwesten, Prévinquières im Westen und Nordwesten sowie Rignac im Nordwesten.

## Bevölkerungsentwicklung
| Jahr                      | 1936 | 1946 | 1954 | 1962 | 1968 | 1975 | 1982 | 1990 | 1999 | 2006 | 2013 | 2020 |
| ------------------------- | ---- | ---- | ---- | ---- | ---- | ---- | ---- | ---- | ---- | ---- | ---- | ---- |
| Einwohner                 | 1911 | 1978 | 1791 | 1747 | 1657 | 1446 | 1234 | 1096 | 984  | 954  | 927  | 872  |
| Quelle: Cassini und INSEE |      |      |      |      |      |      |      |      |      |      |      |      |

## Sehenswürdigkeiten
- Kirche Saint-Jacques
- Kirche Saint-Martin im Ortsteil Limayrac
- Kirche im Ortsteil Talespues
- Kirche Notre-Dame im Ortsteil Combrouze
- Ziergarten Le Mazet aus dem 19./20. Jahrhundert

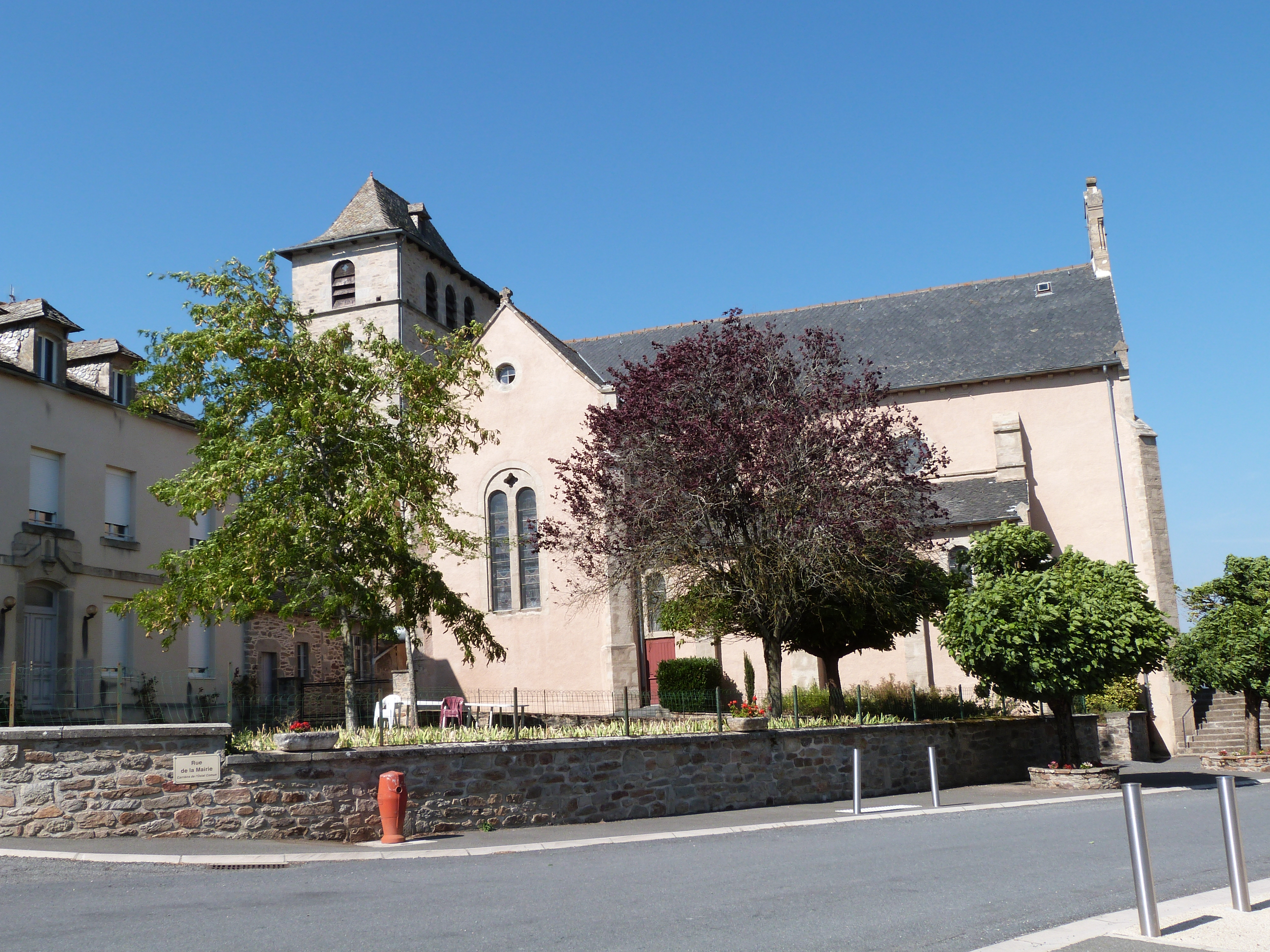
Kirche Saint-Jacques, Südfassade